# Iwanari Tomomichi
Iwanari Tomomichi est un nom japonais traditionnel ; le nom de famille (ou le nom d'école), Iwanari, précède donc le prénom (ou le nom d'artiste).
Iwanari Tomomichi (岩成 友通, 1519-29 août 1578) est un samouraï du XVIe siècle. Aussi connu sous le nom d'« Ishinari Tomomichi » (石成友通), il est vassal du clan Miyoshi et porte le titre de Chikara-no-suke (主税助). À la tête d'une rébellion contre les forces d'Oda Nobunaga vers la fin de sa vie, Iwanari est tué au combat par un obligé de Hosokawa Fujitaka.

## Source de la traduction
- (en) Cet article est partiellement ou en totalité issu de l’article de Wikipédia en anglais intitulé « Iwanari Tomomichi » (voir la liste des auteurs).